# Cyclopicina longifurcata
Cyclopicina longifurcata – gatunek widłonoga z rodziny Cyclopicinidae. Opisał go w 1901 roku angielski zoolog Thomas Scott, nadając mu nazwę Cyclopina longifurcata.